# Irische Fußballnationalmannschaft (U-17-Juniorinnen)
Die irische U-17-Fußballnationalmannschaft der Frauen repräsentiert Irland im internationalen Frauenfußball. Die Nationalmannschaft untersteht der Football Association of Ireland und wird seit Juli 2019 von James Scott trainiert. Der Spitzname der Mannschaft ist Girls in Green.
Die Mannschaft tritt bei der U-17-Europameisterschaft und der U-17-Weltmeisterschaft für Irland an. Den bisher größten Erfolg feierte das Team mit dem Vize-Europameistertitel 2010, als sie im Halbfinale Deutschland besiegte und Spanien im Finale erst im Elfmeterschießen unterlag. Mit dem zweiten Platz bei der Europameisterschaft qualifizierte sich die irische U-17-Auswahl zudem für die Weltmeisterschaft 2010, bei der sie die Vorrunde als Gruppensieger beendete und erst im Viertelfinale an Japan scheiterte. Es blieb jedoch die bislang einzige WM-Teilnahme Irlands.

## Turnierbilanz

### Weltmeisterschaft
| Jahr   | Gastgeber           | Platzierung        |
| ------ | ------------------- | ------------------ |
| 2008   | Neuseeland          | nicht qualifiziert |
| 2010   | Trinidad und Tobago | Viertelfinale      |
| 2012   | Aserbaidschan       | nicht qualifiziert |
| 2014   | Costa Rica          | nicht qualifiziert |
| 2016   | Jordanien           | nicht qualifiziert |
| 2018   | Uruguay             | nicht qualifiziert |
| 2021 1 | Indien 1            | – 1                |
| 2022   | Indien              | nicht qualifiziert |

### Europameisterschaft
| Jahr   | Gastgeber               | Platzierung                                  |
| ------ | ----------------------- | -------------------------------------------- |
| 2008   | Schweiz                 | nicht qualifiziert                           |
| 2009   | Schweiz                 | nicht qualifiziert                           |
| 2010   | Schweiz                 | Vize-Europameister                           |
| 2011   | Schweiz                 | nicht qualifiziert                           |
| 2012   | Schweiz                 | nicht qualifiziert                           |
| 2013   | Schweiz                 | nicht qualifiziert                           |
| 2014   | England                 | nicht qualifiziert                           |
| 2015   | Island                  | Gruppenphase                                 |
| 2016   | Belarus                 | nicht qualifiziert                           |
| 2017   | Tschechien              | Gruppenphase                                 |
| 2018   | Litauen                 | nicht qualifiziert                           |
| 2019   | Bulgarien               | nicht qualifiziert                           |
| 2020 2 | Schweden 2              | – 2                                          |
| 2021 2 | Färöer 2                | – 2                                          |
| 2022   | Bosnien und Herzegowina | nicht qualifiziert                           |
| 2023   | Estland                 | Liga A (nicht qualifiziert für die Endrunde) |